# Burning Blue
Burning Blue é um filme de drama com temática LGBT escrito por Helene Kvale e dirigido por DMW Greer, que também é co-escritor. A história gira em torno de uma investigação ocorrida em 1992, nos Estados Unidos, envolvendo integrantes da Marinha estadunidense, que acabou se tornando uma "caça às bruxas gay", durante a época conhecida como "Don't ask, don't tell".

## Sinopse
Um agente estadunidense é encarregado de investigar a causa da morte de dois acidentes fatais envolvendo a Força Aérea Naval dos Estados Unidos. No decorrer da investigação, ele descobre que dois militares foram vistos em um bar gay e inicia uma perseguição e investigação sobre a sexualidade destes e de outros homens da Marinha estadunidense.

## Histórico de lançamento
| País           | Data                | Formato                 |
| -------------- | ------------------- | ----------------------- |
| Estados Unidos | 29 de Junho de 2013 | Frameline Film Festival |
| Estados Unidos | 6 de Junho de 2013  | DVD                     |
| Alemanha       | 29 de Junho de 2013 | DVD                     |